# Tiền thiếc hình động vật

Tiền thiếc hình động vật trưng bày ở Bảo tàng Lịch sử Quốc gia ở Jalan Raja, Kuala Lumpur.

Tiền thiếc hình động vật là một hình thức tiền tệ được cho là đã được các vương quốc ở bán đảo Mã Lai sử dụng từ thế kỷ 15 tới thế kỷ 18. Nó đã phát triển thành một dạng tiền tệ được sử dụng ở Perak, Selangor và Negeri Sembilan. Hình dạng phổ biến nhất là con cá sấu, ngoài ra còn có tiền hình rùa cạn, voi, cá, dế, bọ hung, gà và các loài chim khác.

Tiền thiếc hình động vật